# Timozin
Timozini su mali proteini koji su prisutni kod mnogih životinja. Ime su dobili po timusu u kome su prvobitno otkriveni. Naknadno je utvrđeno da je većina njih prisutna u mnogim drugim tkivima gde ispoljavaju brojna biološka dejstva. Timozini α1 i β4 imaju potencijalno važne uloge u medicini. Oni su klasifikovani kao  modifikatori biološkog responsa. 

## Otkriće
Otkriće timozina sredinom 1960-tih je proisteklo iz istraživanja uloga grudne žlezde u razviću imunskog sistema kičmenjaka. Pretpostavljalo se da taj organ ima hormonsko dejstvo. Iz timusnog tkiva je izolovan biološki aktivan preparat, poznat kao timozinska frakcija 5, koji je imao sposobnost obnavljanja pojedinih aspekata imunskih funkcija kod životinja bez grudne žlezde. Utvrđeno je da frakcija 5 sadrži preko 40 malih peptida (u opsegu molekulskih težina od 1.000 do 15.000 Da). Oni su klasifikovani kao α, β i γ timozini na bazi njihovog ponašanja u električnom polju. Mada su nađeni zajedno u frakciji 5, oni su strukturno i genetički različiti. Utvrđeno je da je timozin β1 ubikvitin (skraćen za dva C-terminalna glicina).
Kad su individualni timozini izolovani iz frakcije 5 i karakterisani, postalo je očigledno da imaju veoma raznovrsna i važna biološka svojstva.

## Spoljašnje veze
- thymosin на 